# 岩手県道29号野田山形線
岩手県道29号野田山形線（いわてけんどう29ごう のだやまがたせん）は、岩手県九戸郡野田村から久慈市山形町に至る県道（主要地方道）である。

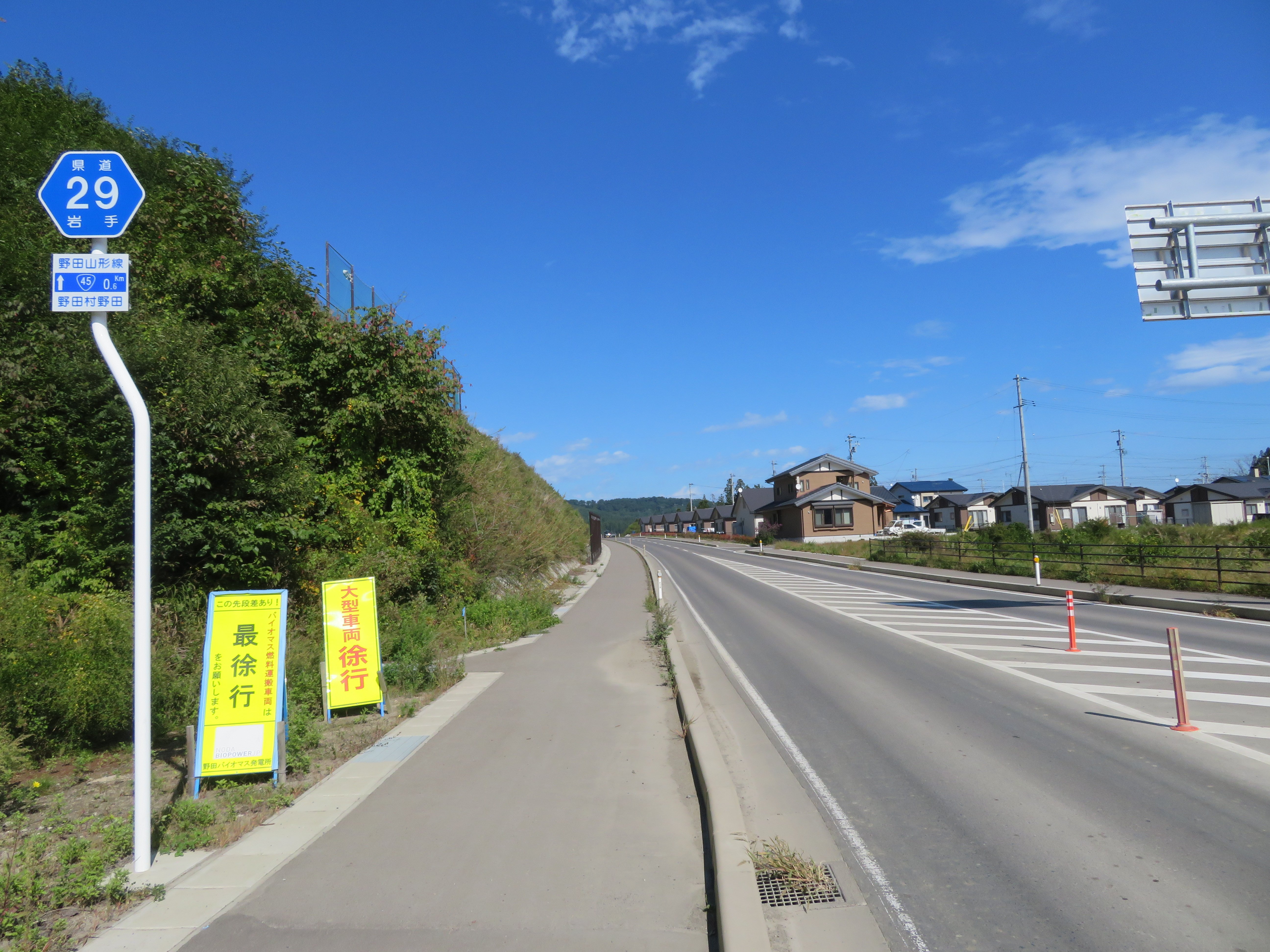
野田村野田付近

## 概要
古くから「塩の道」として知られている。路線は急勾配かつ幅員狭小の峠が多数存在し、大型車両の通行は困難である。

### 路線データ
- 実延長：41,438.0 m[1]
- 起点：九戸郡野田村大字野田第27地割字白井林2番1地先[2]（国道45号交点）
- 終点：久慈市山形町[1]（国道281号交点）

## 歴史
- 1959年（昭和34年）3月31日 - 野田葛巻線として県道に認定される[3]。
- 1976年（昭和51年）10月1日 - 平庭野田線として県道に認定される[4]。
- 1982年（昭和57年）4月1日 - 県道平庭野田線が、野田山形線として建設省（現・国土交通省）から主要地方道の指定を受ける[5]。
- 1993年（平成5年）5月11日 - 建設省により改めて主要地方道の指定を受ける[6]。
- 2018年（平成30年）12月25日 - 野田工区が開通し、起点が変更される[7]。

## 路線状況

### 重複区間
- 岩手県道7号久慈岩泉線（久慈市山根町下戸鎖第4地割 - 久慈市山根町下戸鎖第6地割）

## 地理

### 通過する自治体
- 九戸郡野田村
- 久慈市

### 交差する道路
- 国道45号（野田村大字野田第27地割、起点）
- 岩手県道7号久慈岩泉線・安家方面（久慈市山根町下戸鎖第4地割）
（県道7号重複区間）
- 岩手県道7号久慈岩泉線・久慈市街方面（久慈市山根町下戸鎖第6地割）
- 国道281号（久慈市山形町来内第20地割）